# Saint-Eugène (Aisne)
Saint-Eugène ist eine französische Gemeinde mit 234 Einwohnern (Stand: 1. Januar 2022) im Département Aisne in der Region Hauts-de-France (frühere Region: Picardie). Die Gemeinde gehört zum Arrondissement Château-Thierry und zum Kanton Essômes-sur-Marne.

## Geographie
Die rund zehn Kilometer ostsüdöstlich von Château-Thierry gelegene Gemeinde in der früheren Brie Champenoise mit den Ortsteilen Le Mousset, Le Charmois, Le Donjon, La Perle und einem Teil von Les Grèves liegt am Fluss Surmelin kurz vor dessen Mündung in die Marne, zwischen Crézancy im Norden und Condé-en-Brie im Süden, an der stillgelegten Bahnstrecke von Mézy-Moulins über Condé-en-Brie nach Montmirail. Auf der gegenüberliegenden Talseite liegt die Gemeinde Monthurel. Das Gemeindegebiet erstreckt sich im Westen bis auf ein Plateau auf maximal 231 m über dem Meer und grenzt dort an die Gemeinden Fossoy, Blesmes und Courboin.

## Geschichte
Die Gemeinde war bis zur Französischen Revolution in herrschaftlichem Besitz, u. a. der Familie de Montigny.

### Bevölkerungsentwicklung
| Jahr                       | 1962 | 1968 | 1975 | 1982 | 1990 | 1999 | 2010 | 2019 |
| Einwohner                  | 191  | 176  | 148  | 191  | 191  | 203  | 238  | 240  |
| Quellen: Cassini und INSEE |      |      |      |      |      |      |      |      |

## Sehenswürdigkeiten

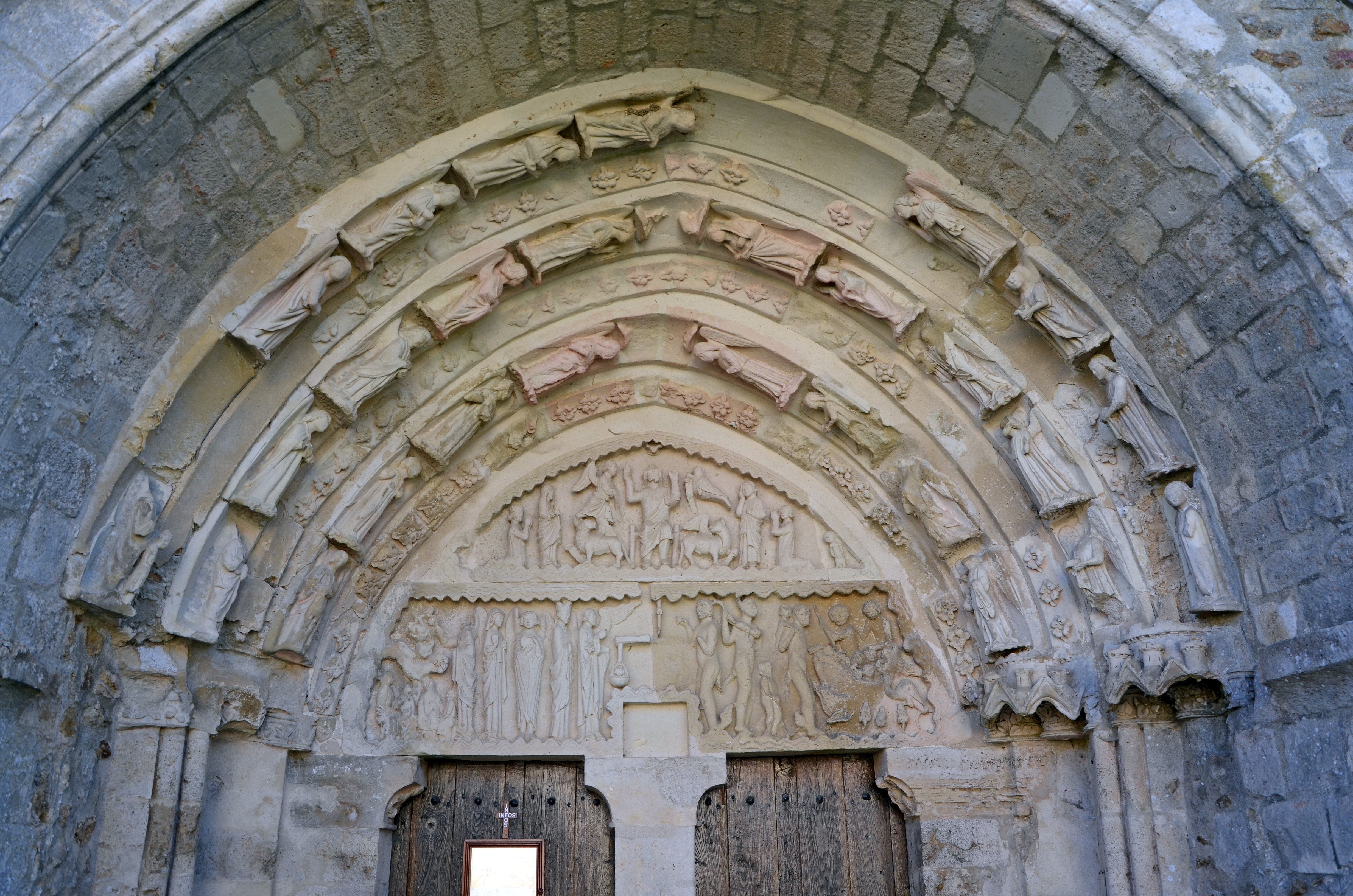
Tympanon der Kirche

- Kirche Saint-Eugène aus dem 12. Jahrhundert, seit 1992 Monument historique (Base Mérimée PA00115900), mit modernen Glasfenstern und einem Tympanon, das das Jüngste Gericht darstellt
- Brunnen Fontaine aux Enchères
- Arboretum
- Wasch- und Backhaus